# 1. SS-Standarte

Standar för 1. SS-Standarte.

1. SS-Standarte, även benämnt 1. SS-Standarte Julius Schreck, var ett SS-regemente som bildades den 1 augusti 1928. Det hade bland annat till uppgift att skydda höga nazistledare, särskilt Adolf Hitler.

## Befälhavare
- Sepp Dietrich: 1 augusti 1928 – 18 september 1929
- Heinrich Höflich: 18 september – 10 februari 1933
- Emil Wäckerle: 10 februari 1933 – 9 november 1933
- Johann Maier: 9 november 1933 – 1 januari 1934
- Julian Scherner: 1 januari 1934 – 9 januari 1935
- Hans Butchner: 9 januari 1935 – 9 november 1936
- Willibald Fleichmann: 9 november 1936 – 1 oktober 1937
- Erich Buchmann: 1 oktober 1937 – 8 maj 1945

### Webbkällor
- ”1. SS-Standarte Julius Schreck” (på engelska). Axis History. Arkiverad från originalet den 21 augusti 2014. https://www.webcitation.org/6RzzHp4c6?url=http://www.axishistory.com/whats-new/191-germany-ss/ss-units/5082-1-ss-standarte-julius-schreck. Läst 21 augusti 2014.